# Антонци (Грожњан)
Антонци (хрв. Antonci, итал. Antonzi) су насељено место у општини Грожњан, Истарска жупанија, Хрватска.

## Историја
До територијалне реорганизације у Хрватској били су у саставу старе општине Бује.

## Становништво
У попису становништва из 2011. године, Антонци су имали 62 становника.
| Број становника према пописима | Број становника према пописима | Број становника према пописима | Број становника према пописима | Број становника према пописима | Број становника према пописима | Број становника према пописима | Број становника према пописима | Број становника према пописима | Број становника према пописима | Број становника према пописима | Број становника према пописима | Број становника према пописима | Број становника према пописима | Број становника према пописима | Број становника према пописима |
| ------------------------------ | ------------------------------ | ------------------------------ | ------------------------------ | ------------------------------ | ------------------------------ | ------------------------------ | ------------------------------ | ------------------------------ | ------------------------------ | ------------------------------ | ------------------------------ | ------------------------------ | ------------------------------ | ------------------------------ | ------------------------------ |
| 1857                           | 1869                           | 1880                           | 1890                           | 1900                           | 1910                           | 1921                           | 1931                           | 1948                           | 1953                           | 1961                           | 1971                           | 1981                           | 1991                           | 2001                           | 2011                           |
| 0                              | 0                              | 232                            | 154                            | 176                            | 189                            | 0                              | 0                              | 199                            | 196                            | 131                            | 115                            | 94                             | 73                             | 67                             | 62                             |

Напомена: Године 1857, 1869, 1921. 1931. године подаци су садржани у насељу Завршје, као и део података из 1890. године. до 1910. године Од 1880. до 1910. године изражено као део насеља.

### Попис1991.
У попису становништва из 1991. године, Антонци су имало 73 становника.